# Rodrigo Orlando Cabrera Cuéllar
Rodrigo Orlando Cabrera Cuéllar (* 14. März 1938 in Teotepeque, Departamento La Libertad; † 14. Juni 2022 in Santiago de María) war ein salvadorianischer Geistlicher und römisch-katholischer Bischof von Santiago de María.

## Leben
Rodrigo Orlando Cabrera Cuéllar studierte Philosophie und Katholische Theologie an den Priesterseminaren in San Salvador, Santiago de Chile und Buenos Aires. Ferner absolvierte Cabrera Cuéllar in Medellín einen Kurs im Fach Pastoraltheologie. Am 6. Januar 1962 empfing er das Sakrament der Priesterweihe für das Bistum Santiago de María.
Cabrera Cuéllar war zunächst als Pfarrvikar der Pfarrei San Martín de Porres in Santiago de María tätig. Danach war er Pfarrer in Alegría, Ciudad Barrios und Usulután sowie der Kathedrale Santiago Apostol und der Pfarrei San Martín de Porres in Santiago de María. Später wirkte er als Pfarrer in Jucuapa und zusätzlich in Lolotique und Sesori sowie auch als Gefängnisseelsorger und Rektor des Kleinen Seminars Santiago Apóstol, bevor er Sekretär des Priesterrats und der Diözesankurie sowie stellvertretender Generalvikar des Bistums Santiago de María wurde. Anschließend war Rodrigo Orlando Cabrera Cuéllar Generalvikar und erneut Pfarrer der Kathedrale Santiago Apostol. Zudem gehörte er dem Priesterrat und dem Konsultorenkollegium an. Darüber hinaus fungierte Cabrera Cuéllar als Herausgeber der Kirchenzeitung El Apóstol.
Papst Johannes Paul II. ernannte ihn am 23. Dezember 1983 zum Bischof von Santiago de María. Der Apostolische Nuntius in Costa Rica und El Salvador, Erzbischof Lajos Kada, spendete ihm am 11. Februar 1984 in Santiago de María die Bischofsweihe; Mitkonsekratoren waren Arturo Rivera y Damas SDB, Erzbischof von San Salvador, und José Eduardo Alvarez Ramírez CM, Bischof von San Miguel und Militärvikar von El Salvador. Von 2004 bis 2006 war Rodrigo Orlando Cabrera Cuéllar zudem Vizepräsident der Salvadorianischen Bischofskonferenz.
Am 4. Januar 2016 nahm Papst Franziskus seinen altersbedingten Rücktritt an. Rodrigo Orlando Cabrera Cuéllar starb am 14. Juni 2022 und wurde in der Krypta der Kathedrale Santiago Apostol in Santiago de María beigesetzt.

## Schriften
- El obispo. In: Roberto Valencia López (Hrsg.): Hablan de monseñor Romero. Fundación Monseñor Romero, San Salvador 2011, OCLC 774052044, S. 73–82.